# Morbello
Morbello é uma comuna italiana da região do Piemonte, província de Alexandria, com cerca de 459 habitantes. Estende-se por uma área de 23,28 km², tendo uma densidade populacional de 19 hab/km². Faz fronteira com Cassinelle, Cremolino, Grognardo, Ponzone, Prasco, Visone.

## Demografia
| Variação demográfica do município entre 1861 e 2011                               |
|                                                                                   |
| Fonte: Istituto Nazionale di Statistica (ISTAT) - Elaboração gráfica da Wikipedia |